# Olga Kaniskina
Olga Nikolajevna Kaniskina (rus. Ольга Николаевна Каниськина; Napolnaja Tavla, Mordovija, Rusija, 19. siječnja 1985.) ruska je atletičarka koja se natječe u disciplinama brzoga hodanja.
Njena specijalnost je disciplina brzoga hodanja na 20 km u kojoj je postigla najveće uspjehe. Na Europskom prvenstvu 2006. održanom u Göteborgu, osvojila je srebrnu medalju, a na Svjetskom prvenstvu 2007. u Osaki i na Olimpijskim igrama u Pekingu 2008. osvaja zlatne medalje.
Na Svjetskom prvenstvu u Berlinu 2009. obranila je osvojenu titulu iz Osake, pobijedivši rezultatom 1:28,09, dok je isti uspjeh ponovila i dvije godine kasnije na Svjetskom prvenstvu u Teguu, gdje je pobijedila s vremenom 1:29,42.
U siječnju 2015. godine bila je kažnjena zbog dopinga i zabranjeno joj je nastupati tri godine i dva mjeseca. Njeni uspjesi od 2009. do 2012. godine poništeni SU, uključujući dva zlata na Svjetskim prvenstvima i srebro na Olimpijskim igrama u Londonu 2012. godine.
Osobni rekordi:
- Brzo hodanje 5.000 m, 20:38,2, 19. lipnja 2005., Saransk, Rusija
- Brzo hodanje 10.000 m, 47:09,0, 12. lipnja 2004., Čeboksari, Rusija
- Brzo hodanje 10 km, 43:12 19., velječe 2006., Adler, Rusija
- Brzo hodanje 20 km, 1:25:42, 11. svibnja 2008., Čeboksari, Rusija